# Arbeiter-Zeitung
Arbeiter-Zeitung var österrikisk socialdemokratisk dagsidning som utkom mellan 1889 och 1991.
Tidningen var en kanal för det österrikiska socialdemokratiska partiet, och förbjöds efter Anschluss. Tidningen återuppstod 1945. Under efterkrigstiden minskade upplagan, som under 1920-talet uppgått till 100 000 dagliga exemplar, sakta men stadigt. Namnbyten till Neue AZ (1985) och AZ (1989) föregick tidningens slutliga nedläggning 1991.